# Better the Devil You Know
A Better the Devil You Know című dal az ausztrál énekes-dalszerző Kylie Minogue 1990. április 30-án megjelent első kimásolt kislemeze harmadik Rhythm of Love című stúdióalbumáról. A dalt a Stock Aitken Waterman trió készítette. A "Better the Devil You Know" az a dal, amely újra feltalálta Minogue-t, még több szexuális vonzerővel, mivel korábbi albumait a "girl next door" személyiségével illették. Zenéje önállóbb megközelítést mutatott be. 
A dal címe egy idiómára utal. A dal szövegében Pete Waterman producer állította, hogy Miogue kapcsolatáról szól, akkori barátjáról az INXS frontemberével Michael Hutchencevel.  Ezt azonban vitatta a dal elsődleges zeneszerzője, Mike Stock, aki azt mondta, hogy akkoriban nem tudott Kylie magánéletéről. 
Miután elégedetlenné vált az első két albuma elkészítésében játszott minimális kreatív szerepével, Minogue kreatív vétót követelt új zenéjére vonatkozóan, amelyet azután kapott, hogy más producerekkel dolgozott együtt. A kislemez korai mixeinél élt vétójogával, majd a dalt alaposan átdolgozták előírásai szerint.
A "Better the Devil You Know" egy dance-pop dal, mely szinti-pop, és disco elemekkel tarkított. A dalt a zenekritikusok pozitívan fogadták, és megállapították, hogy mind zenéjében, mind megjelenésében nagyot változott Kylie. A dal a listákon is előkelő helyezést ért el, úgy mint Ausztrália, Egyesült Királyság, valamint Európa számos országában is, mint Franciaország, Ausztria, Németország, Írország, Új-Zéland, Svájc, és Svédország.
A dalhoz tartozó klipet Paul Goldman rendezte, és az ausztráliai Melbourne-ben forgatták. Noha a videóban látott képeit érett megjelenése miatt kritizálták, a videó Minogue művészi alkotása, stílusa és a dalon túlmutató képvilága is ikonikus volt. A dal Miinogue legtöbb koncertturnéján szerepelt. A dalt később 2012-ben újra hangszerelték a The Abbey Road Sessions című albumra.

## Előzmények és összetétel
A "Better the Devil You Know'-t Mike Stock, Matt Aitken, és Pete Waterman írták, akik egyben Minogue két albumának egyetlen producerei és dalszerzői is voltak. Ezen az albumon azonban további produkciókat is készítettek amerikai producerek, miután Minogue elhatározta, hogy kreatívabban irányítja új albuma előkészületeit, és felvételeit. Menedzsere, Terry Blamey szerint a lépést arra használták, hogy kreatív engedményeket kényszerítsenek a SAW-ra, akik aggódtak, hogy elveszítik Minogue-t, mint művészt.
Az eredetileg ütősebb R&B hatású stílusban kitalált dalt Pete Hammond jelentősen újrakeverte, és átstrukturálta, miután Minogue elutasította a korábbi verziókat. Új verzéket adott hozzá az énekrészek feldarabolásával, és további effektusok beillesztésével. 
Az első verzében A-C♯m-D-D2-Dm-E-Bm-D hangjegyek találhatók. Amikor a dal eléri a refrént a dalt A-F♯m-A-D-től terjed, és minden sort megismétel. A dalok akkordja A-F♯m-A-F között terjed minden sorban. William Baker stylist szerint a Kylie: La La La című könyvében kifejti: "A dal érettebb hangzást, csiszoltabb produkciót és kevésbé rétegzett énekhangot tartalmazott, mint korábban." Majd hozzátette: "A dal jól átadta magát a táncparkettre, és Kylie hosszú uralmát hirdette meg a diszkó új királynőjeként, pophercegnőként.

## A kritikusok szemével
A "Better the Devil You Know" Minogue egyik leghíresebb dala, és a megjelenése óta dicsérik a zenekritikusok. David Giles, a Music Week munkatársa dicsérte a SAW dalszerzőjét, hozzátéve, hogy a dal "egyre kifinomultabb". A dal erős mérföldkő, melyet élénkítő akkordváltások, és erős 70-es évekbeli soul hatások fokozzák. Mike Soutar a Smash Hits munkatársa úgy érezte, hogy Minogue hangja abszolút csúcsformában van, sokat fejlődött az énekesnő.
Jason Shawahn szerint a "What Do I Have to Do" és az "Wouldn't Change a Thing" című dalok pop remekművek. Hunter Felt a PopMatterstől azt mondta: a Je Ne Sais Pas Pourquoi és a "Shocked" mellett tiszta pop pillanatok. Ezután szinte lelkesítő "rave-up"-ként jellemezte.

## Videóklip
A videót Paul Goldman rendezte, és Melbourne-ban forgatták. A klipet bírálták sokan erotikus túlhevültsége miatt, bár sokan éppen az ellenkezőjét állították, miszerint művészi mind a megjelenés, mind a dal. A dalt Kylie szinte minden koncertjén előadta, majd a dalt 2011-ben átdolgozták, és így került fel az The Abbey Road Sessions albumra.
A videóklipben erotikus jelenetek is láthatók egy néger férfivel, aki a klipben Kylie szeretőjét játszotta.

## Slágerlista
| Slágerlista (1990)                    | Legjobb helyezések |
| ------------------------------------- | ------------------ |
| Ausztrália (ARIA)                     | 4                  |
| Ausztria (Ö3 Austria Top 40)          | 27                 |
| Belgium (Ultratop 50 Flanders)        | 5                  |
| Denmark (IFPI)                        | 6                  |
| Europe (Eurochart Hot 100)            | 6                  |
| Finland (Suomen virallinen lista)     | 7                  |
| Franciaország (Single Top 100)        | 13                 |
| Írország (IRMA)                       | 4                  |
| Hollandia (Top 40)                    | 22                 |
| Hollandia (Single Top 100)            | 16                 |
| Új-Zéland (Recorded Music NZ)         | 27                 |
| Spain (AFYVE)                         | 12                 |
| Svédország (Sverigetopplistan)        | 13                 |
| Svájc (Schweizer Hitparade)           | 21                 |
| Egyesült Királyság (UK Singles Chart) | 2                  |
| West Germany (Official German Charts) | 24                 |

| Slágerlista (1998) | Legjobb helyezés |
| ------------------ | ---------------- |
| Australia (ARIA)   | 59               |

| Slágerlista (1990)             | Helyezések |
| ------------------------------ | ---------- |
| Australia (ARIA)               | 55         |
| Belgium (Ultratop 50 Flanders) | 19         |
| Europe (Eurochart Hot 100)     | 36         |
| UK Singles (OCC)               | 38         |

## Számlista
CD kislemez
1. Better the Devil You Know – 3:52
2. Better the Devil You Know (Mad March Hare Mix) – 07:09
3. I’m Over Dreaming (Over You) (7" Remix) – 03:21

7" kislemez
1. Better the Devil You Know – 3:52
2. I’m Over Dreaming (Over You) (7" Remix) – 03:21

12" kislemez
1. Better the Devil You Know (Mad March Hare Mix) – 07:09
2. I’m Over Dreaming (Over You) (Extended Remix) 04:54

iTunes digital EP – Remixes
Az eredeti verzió nem érhető el. Az iTunes áruházban a PWL archívumban érhető el 2009-től
1. "Better the Devil You Know" (7" Backing Track)
2. "Better the Devil You Know" (7" Instrumental)
3. "Better the Devil You Know" (Alternative Mix)
4. "Better the Devil You Know" (Dave Ford Remix)
5. "Better the Devil You Know" (Movers & Shakers 12" Backing Track)
6. "Better the Devil You Know" (Movers & Shakers 12" Instrumental)
7. "Better the Devil You Know" (Movers & Shakers 12" Mix)
8. "Better the Devil You Know" (Movers & Shakers 7" Backing Track)
9. "Better the Devil You Know" (Movers & Shakers 7" Instrumental)
10. "Better the Devil You Know" (Movers & Shakers 7" Mix)
11. "Better the Devil You Know" (Movers & Shakers Alternative 12" Mix)
12. "Better the Devil You Know" (Movers & Shakers Alternative Backing Track)
13. "Better the Devil You Know" (Movers & Shakers Alternative Instrumental)
14. "Better the Devil You Know" (The Mad March Hare Mix)
15. "Better the Devil You Know" (US Remix)

Egyéb hivatalos verzió
1. "Better the Devil You Know" (X2008 Tour Studio Version) – 4:19

## Feldolgozások
- Penny Flanagan ausztrál énekes-dalszerző feldolgozása 1997-ből
- a Steps nevű együttes 1999-es verziója az Egyesült Királyságban a 4. helyen landolt
- az Atomic Kitten 2000-es verziója
- Village Boys nevű európai popzenekar is feldolgozta  dalt 2009-ben
- 2010-ben Miss Fitz az Euróvíziós fesztivál Your Country Needs You címmel énekelte a dalt, illetve az azt megelőző évben az X Factor UK-ban színpadon is hallható volt az ő előadásában.

## Minősítések
| Régió                                                       | Minősítés | Eladott példányszám |
| ----------------------------------------------------------- | --------- | ------------------- |
| Ausztrália (ARIA)                                           | platina   | 70 000^             |
| Egyesült Királyság (BPI)                                    | ezüst     | 340,000             |
| ^ Kiszállítási példányszámok kizárólag a minősítés alapján. |           |                     |